# قرار مجلس الأمن التابع للأمم المتحدة رقم 1437
قرار مجلس الأمن التابع للأمم المتحدة رقم 1437، المتخذ بالإجماع في 11 تشرين الأول / أكتوبر 2002، بعد الإشارة إلى القرارات السابقة بشأن كرواتيا، بما في ذلك القرارات 779 (1992)، 981 (1995)، 1088 (1996)، 1147 (1998)، 1183 (1998)، 1222 ( 1999)، 1252 (1999)، 1285 (2000)، 1307 (2000)، 1357 (2001)، 1362 (2001)، 1387 (2002) و1424 (2002)، أذن المجلس لبعثة مراقبي الأمم المتحدة في بريفلاكا بمواصلة رصد نزع السلاح في منطقة شبه جزيرة بريفلاكا في كرواتيا لمدة شهرين أخيرين حتى 15 كانون الأول / ديسمبر 2002.
ورحب مجلس الأمن بالوضع الهادئ والمستقر في شبه جزيرة بريفلاكا. وأشار إلى أن وجود بعثة مراقبي الأمم المتحدة في بريفلاكا ساهم بشكل كبير في الحفاظ على الظروف المواتية لتسوية النزاع ورحب بأن كرواتيا وجمهورية يوغوسلافيا الاتحادية (صربيا والجبل الأسود) تحرزان تقدما في تطبيع العلاقات بينهما.
وبتمديد ولاية بعثة مراقبي الأمم المتحدة في بريفلاكا للمرة الأخيرة، طُلب من الأمين العام كوفي عنان اتخاذ الاستعدادات لإنهائها بما في ذلك تقليص حجمها وتعديل أنشطتها. وجدد دعوته لكلا الطرفين لوقف انتهاكات نظام التجريد من السلاح والتعاون مع مراقبي الأمم المتحدة وضمان حرية تنقل المراقبين بشكل كامل. وطُلب من الأمين العام كوفي عنان تقديم تقرير إلى المجلس بشأن استكمال ولاية بعثة مراقبي الأمم المتحدة في بريفلاكا، والتي سيتم اختصارها بناء على طلب الأطراف.
وأخيرا، تم حث الطرفين على تكثيف الجهود من أجل التوصل إلى تسوية تفاوضية لنزاع بريفلاكا وفقا لاتفاقهما لعام 1996 بشأن تطبيع العلاقات.

## روابط خارجية
- نص القرار في undocs.org